# Leicester (Massachusetts)
Leicester é uma vila localizada no condado de Worcester no estado estadounidense de Massachusetts. No Censo de 2010 tinha uma população de 10.970 habitantes e uma densidade populacional de 171,97 pessoas por km².

## Geografia
Leicester encontra-se localizado nas coordenadas 42° 14′ 18″ N, 71° 54′ 44″ O. Segundo o Departamento do Censo dos Estados Unidos, Leicester tem uma superfície total de 63.79 km², da qual 60.22 km² correspondem a terra firme e (5.6%) 3.57 km² é água.

## Demografia
Segundo o censo de 2010, tinha 10.970 pessoas residindo em Leicester. A densidade populacional era de 171,97 hab./km². Dos 10.970 habitantes, Leicester estava composto pelo 93.03% brancos, o 2.08% eram afroamericanos, o 0.28% eram amerindios, o 1.65% eram asiáticos, o 0.06% eram insulares do Pacífico, o 1.28% eram de outras raças e o 1.62% pertenciam a duas ou mais raças. Do total da população o 3.77% eram hispanos ou latinos de qualquer raça.